# Erna Hamburger
Erna Hamburger (14 de setembre de 1911, Ixelles (Bèlgica) - 16 de maig de 1988, Lausana (Suïssa)), va ser una enginyera i professora d'universitat suïssa a l'Escola Politècnica Federal de Lausana (EPFL). Va ser la primera dona professora ordinària en una Escola Politècnica a Suïssa.

## Biografia
Després dels estudis a l'Escola superior per a noies, després del Gymnase de la Cité, situat al turó de la Cité, el barri medieval de Lausana, a la secció científica de secundària (maturité), on era l'única noia entre els nois, Erna Hamburger va entrar a l'Escola d'Enginyers de la Universitat de Lausana. L'any 1933, obté el diploma d'enginyer elèctric — com a primera de la seva promoció . Més endavant esdevé ajudant dels professors Julliard i Favez al Laboratori d'electricitat industrial, i seguidament del professor Perrier al Laboratori de física de la Facultat de ciències, preparant i obtenint l'any 1937, sota la direcció del professor Ernest Julliard, un doctorat en ciències tècniques amb la tèsi Contribució a l'estudi de les pèrdues de corrent continu en bobines cilíndriques amb una o més capes. Les seves habilitats professionals li van permetre participar en la Secció d'Investigació Industrial de l'Institut de Física Tècnica (AFIF) de la Politècnica de Zuric. A continuació, col·labora en el desenvolupament de circuits electrònics d'alta i baixa freqüència sota la direcció del professor Fritz Fischer.
En el transcurs de la Segona Guerra Mundial, Erna Hamburger es va incorporar com a voluntària al Servei complementari femení del Departament militar federal i va ser promocionada com a cap de servei de les tropes de transmissió.

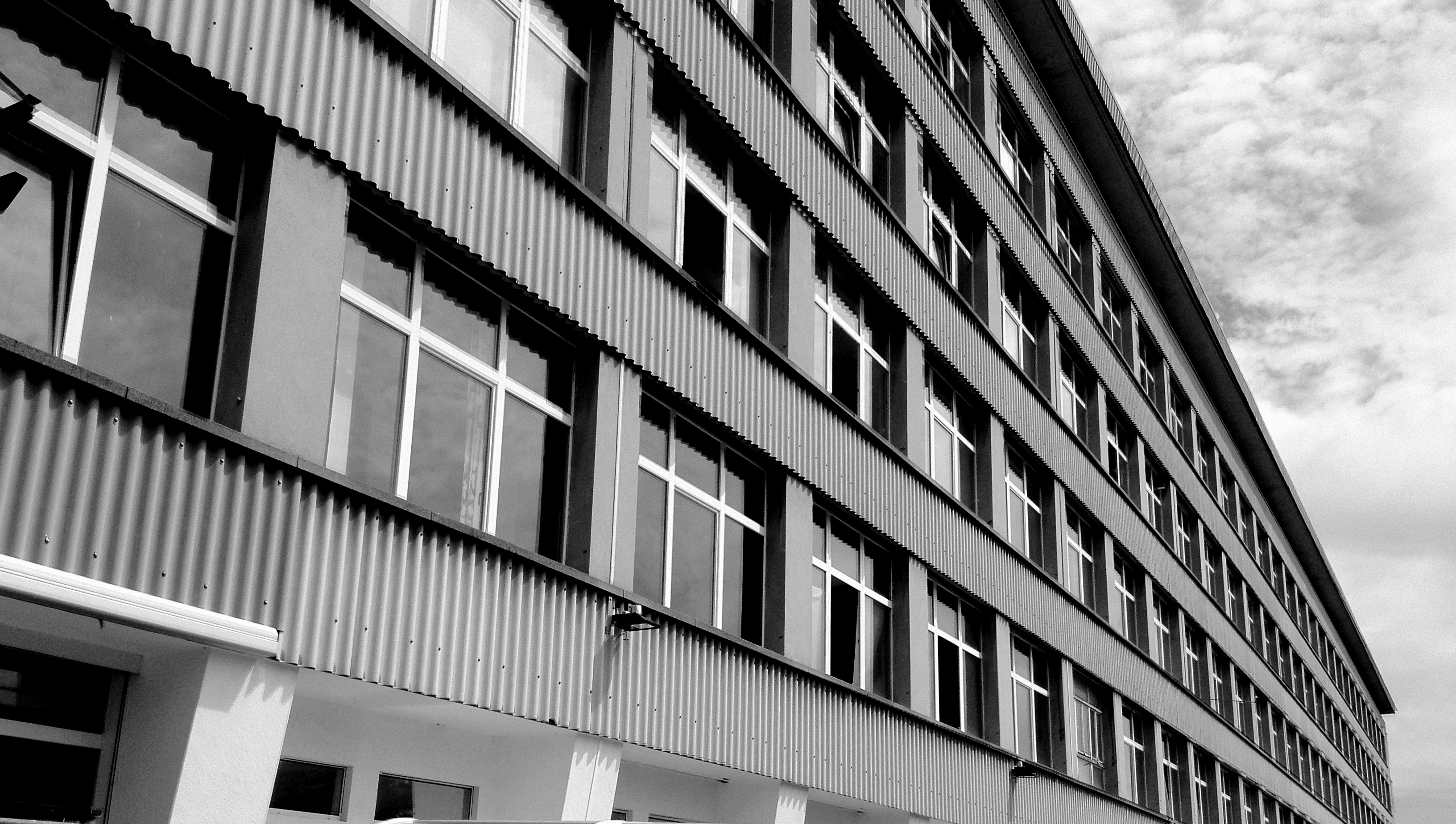
Fàbrica Paillard SA a Ste-Croix

Després d'aquest inici de la seva carrera acadèmica, obtingué un lloc de treball en la indústria (1942) i, durant una dècada, va treballar com a enginyer elèctric a Paillard SA a Sainte-Croix on col·laborà en projectes industrials: aparells de mesura, ràdio-receptors, enregistradors òptics i dispositius per a televisió. L'any 1952 és reclamada per una plaça a la EPUL com a cap dels treballs al Laboratori d'electricitat de l'Escola d'enginyers i l'any 1957 esdevé professora extraordinària d'électrometria i d'electrotècnia; ella llavors era l'encarregada del Laboratori d'electrometria i de màquines elèctriques. A continuació, va participar en la realització del nou Institut d'electrotècnia situat als Cedres, contribuint - amb l'experiència d'una enginyera sortida de la indústria - a l'adquisició de màquines i d'instal·lacions elèctriques en l'àmbit de la radiotècnica i de l'alta freqüència, preparant així amb els seus col·legues la creació del Departament d'electricitat de la futura Escola Politècnica Federal.
L'any 1967 les seves capacitats acadèmiques i pédagogiques li van valer per ser nomenada professora ordinària de l'EPFL. Erna Hamburger va estar compromesa des del començament de la seva carrera científica i acadèmica amb la promoció de les carreres femenines i amb la igualtat d'oportunitats entre homes i dones.
L'any 1979 marca el començament per Erna Hamburger d'un retir actiu. Posteriorment, és nomenada Presidenta de l'Associació de Professors de EPUL i reforça la seva activitat en particular en el treball del comitè internacional, incloent principalment la Comissió Electrotècnica Internacional (CEI) i l'Organització Internacional de Normalització (ISO), que es refereixen a l'àmbit de les normes elèctriques fonamentals i la terminologia de l'enginyeria elèctrica. Així doncs, són particularment les seves habilitats lingüístiques que li permeten evitar les contradiccions inherents a la traducció de la terminologia; per exemple, la de "la mateixa paraula tècnica que els representants de diversos països de la CEI van pensar que tots ells ho entenien bé".
El seu nom també queda lligat amb una nova edició del Vocabulari Electrònic Internacional (IEV).

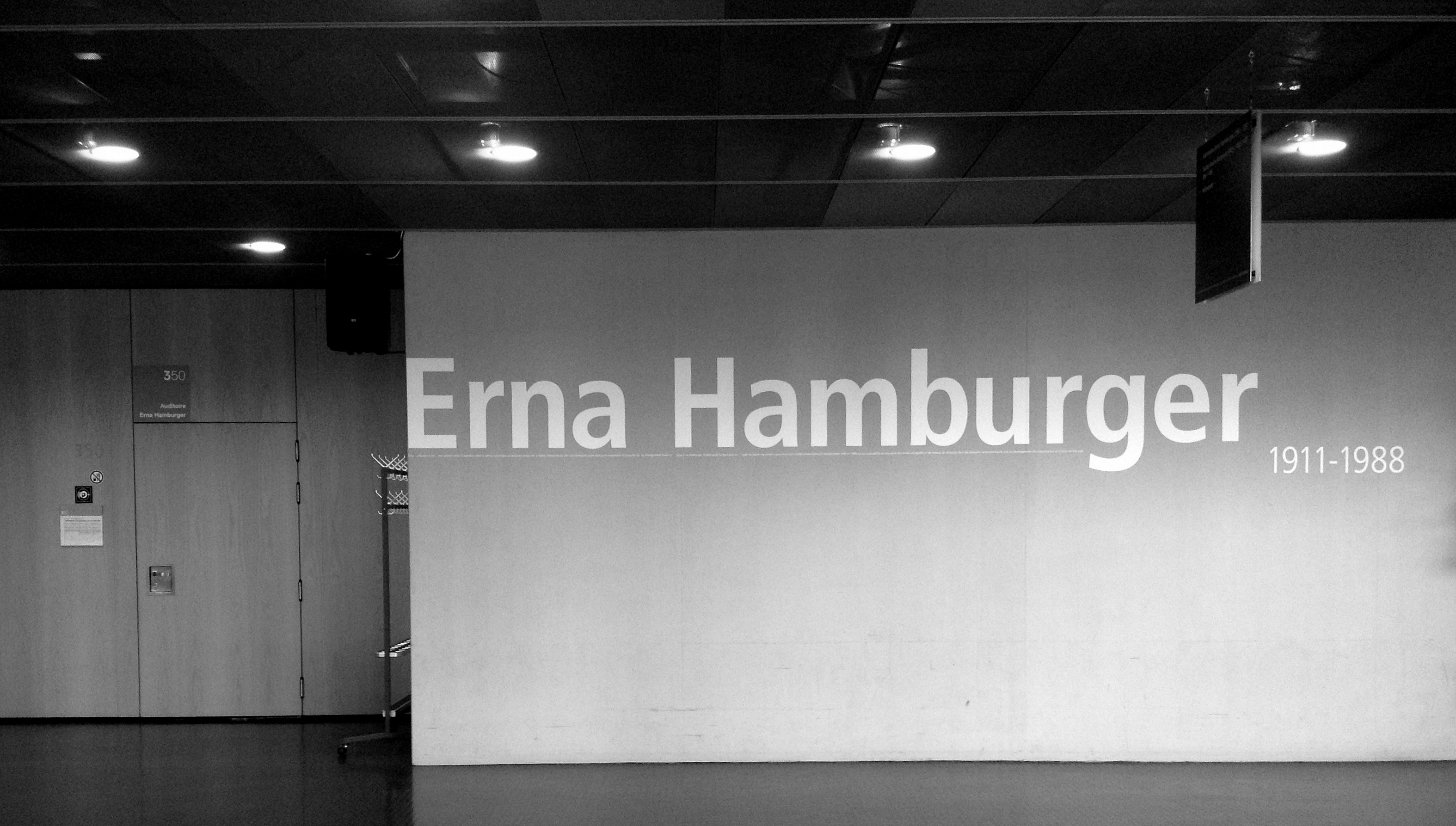
Entrada de l'auditori Erna Hamburger amb mur d'honor, UNIL, Lausana

La Universitat de Lausana (UNIL) li va retre honors l'any 2003 assignant, després d'una votació interna, el nom de Erna Hamburger al seu auditori més gran, espai polivalent amb una capacitat per a 1000 persones, que es pot dividir en dues sales independents de 600 i 400 places respectivament.

## Promoció de la dona
Si bé tenint en compte el relativisme cultural de la seva època, Erna Hamburger volia que les dones accedissin progressivament a una educació professional i a opcions professionals equivalents a les dels homes, sense discriminació de gènere per les mateixes competències. Durant molts anys va treballar en aquesta direcció per a diferents moviments de dones. Per exemple, va presidir l'Associació de Dones Universitàries de Vaud, que es troba afiliada a la Federació Internacional de Dones Universitàries (IFUW) i l'Associació Suïssa de Dones en Carreres Liberals i Comercials i, en primer lloc, el Club Lausana d'aquesta associació, afiliat a la Federació Internacional de Dones Professionals i Empresarials (BWP), moviments de dones que porten l'empremta del feminisme liberal. Queda per emfatitzar l'aspecte il·lustrat, moderat i fàcil de les seves aspiracions feministes, derivades en part de la ressonància i l'atractiu despertat per la Declaració Universal de Drets Humans de la qual era contemporània.

## Fundació
La Fundació Erna Hamburger proporciona assistència material, directa o indirecta, a dones acadèmiques o titulades d'altres estudis superiors de nivell similar, fent estudis de postgrau al cantó de Vaud. Va ser fundada el 1989 i actualment està presidida per la professora Solange Ghernaouti.

## Premi
La Fundació EPFL-WISH (Women in Science and Humanities Foundation), constituïda sobre la iniciativa de les dones-professores de la EPFL, té per a objectiu d'afavorir la investigació i la promoció de les dones de l'Escola Politècnica Federal de Lausana (EPFL). Entre d'unes altres accions, la Fundació concedeix cada any el Premi Erna Hamburger coronant una carrera femenina exemplar a les ciències.